# Колін Джеймс Олівер Гаррісон
Колін Джеймс Олівер Гаррісон (англ. Colin James Oliver Harrison; 18 серпня 1926 — 17 листопада 2003) — англійський орнітолог.
Гаррісон народився 1926 року в Лондоні. Він отримав стипендію в гімназії, а потім працював бібліотекарем і вчителем. З дитинства цікавився птахами і приєднався до експедиції з вивчення осінньої міграції в Норвегії. Він став професійним орнітологом у віці 34 років і став відповідальним доглядачем за національною колекцією пташиних гнізд і яєць у Пташиній кімнаті в Музеї природної історії в Трингу, (Гартфордшир). У 1966 році він очолив четверту із серії австралійських орнітологічних експедицій Гарольда Голла.
Пізніше Гаррісон зацікавився біогеографією та палеонтологічною колекцією птахів музею, про що разом із Сирілом Вокером опублікував низку статей. Він вивчав і публікував різні аспекти поведінки птахів, візерунки оперення та структуру кісток сучасних і викопних птахів. Він ідентифікував Eostrix vincenti у 1980 році.